# Werner Park
O Werner Park é um estádio localizado em Papillion, estado de Nebraska, nos Estados Unidos, possui capacidade total para 6.434 pessoas, é a casa do time do Omaha Storm Chasers , time de beisebol que joga na liga menor Pacific Coast League e do time de futebol Union Omaha que joga USL League One, o estádio foi inaugurado em 1987 e passou por uma renovação em 2011.